# Iwanicze (stacja kolejowa)
Iwanicze (ukr: Станція Іваничі) – stacja kolejowa w Iwaniczach, w obwodzie wołyńskim, na Ukrainie. Jest częścią Kolei Lwowskiej. Znajduje się na linii Lwów – Kowel, między stacjami Sokal (24 km) i Włodzimierz Wołyński (26 km).
Od stacji odchodzi bocznica do Nowowołyńska.
Na stacji zatrzymuje się pociąg relacji Kijów – Lwów i kilka pociągów spalinowych.

## Historia
Stacja została otwarta w 1914 roku podczas budowy linii Sokal – Włodzimierz Wołyński.

## Linie kolejowe
- Sapieżanka – Kowel